# Visconte di Arbuthnott
Visconte di Arbuthnott è un titolo nobiliare della parìa di Scozia creato nel 1641 dal re di Scozia Giacomo VI nel 1641, assieme al titolo sussidiario di lord Inverbervie, per sir Robert Arbuthnott. Il visconte di Arbuthnott è inoltre capo armigero ereditario del Clan Arbuthnott.
Alla morte del XVI visconte nel 2012, la famiglia era una delle famiglie che vantava una successione per linea maschile più antiche dell'intero Regno Unito (quasi 800 anni in tutto). Attorno al 1188, Guglielmo il Leone aveva infatti garantito a Hugh de Swinton le terre di Arbuthnott, dove ancora oggi si trova la sede della famiglia. La sede della famiglia è Arbuthnott House, ad Arbuthnott, presso Inverbervie nel Kincardineshire.

## Visconti Arbuthnott (1641)
- Robert Arbuthnot, I visconte di Arbuthnott (m. 1655)
- Robert Arbuthnot, II visconte di Arbuthnott (m. 1682)
- Robert Arbuthnot, III visconte di Arbuthnott (1663–1694)
- Robert Arbuthnot, IV visconte di Arbuthnott (1686–1710)
- John Arbuthnot, V visconte di Arbuthnott (1692–1756)
- John Arbuthnot, VI visconte di Arbuthnott (noto come the Rich Lord).[3] (1703–1791) Figlio di John Arbuthnot di Fordoun, fratello del II visconte. Fu padre del VII visconte.[4]
- John Arbuthnot, VII visconte di Arbuthnott (1754–1800).[5]
- John Arbuthnott, VIII visconte di Arbuthnott (1778–1860)
- John Arbuthnott, IX visconte di Arbuthnott (1806–1891)
- John Arbuthnott, X visconte di Arbuthnott (1843–1895)
- David Arbuthnott, XI visconte di Arbuthnott (1845–1914)
- William Arbuthnott, XII visconte di Arbuthnott (1849–1917)
- Walter Charles Warner Arbuthnott, XIII visconte di Arbuthnott (1847–1920)
- John Ogilvy Arbuthnott, XIV visconte di Arbuthnott (1882–1960)
- (Robert) Keith Arbuthnott, XV visconte di Arbuthnott (1897–1966)
- John Campbell Arbuthnott, KT, CBE, DSC, XVI visconte di Arbuthnott (1924–2012)
- (John) Keith Oxley Arbuthnott, XVII visconte di Arbuthnott (n. 1950)

L'erede apparente dell'attuale detentore del titolo è il suo unico figlio, Christopher Keith Arbuthnott, Master of Arbuthnott (n. 1977).